# Tachina jacobsoni
Tachina jacobsoni là một loài ruồi trong họ Tachinidae.